# Ciara Hanna
Ciara Chantel Hanna (Orange, 20 januari 1991) is een Amerikaanse actrice en model. Ze is bekend van haar rol als Gia Moran in de televisieserie Power Rangers Megaforce.

## Biografie
Hanna werd geboren in Orange (Californië) op 20 januari 1991. Vanaf haar achtste reisde ze met een zanggroep door Zuid-Californië. Twee jaar later volgden de eerste modellenopdrachten voor reclamespots. In 2009 behaalde ze haar diploma aan de Martin Luther King High School in Riverside (Californië).
Ze maakte haar acteerdebuut in 2010 in een aflevering van de televisieserie Jonas L.A.. In de daaropvolgende jaren volgden nog meer gastrollen in verschillende televisieseries. Van 2010 tot 2011 speelde ze de rol van Summer in The Bold and the Beautiful. Ze had ook bijrollen in verschillende films. Van 2013 tot 2014 speelde ze de rol van Gia Moran, de gele Megaforce Ranger, in de televisieserie Power Rangers Megaforce. In 2018 hernam ze haar rol als Gia Moran in een aflevering van de televisieserie Power Rangers Ninja Steel.
In 2020 verloofde ze zich met Chase Pino. Het paar heeft een zoontje Canyon Cruz Pino.